# Batalla de Mitilene (406 a. C.)
La batalla de Mitilene fue una batalla librada en 406 a. C. entre Atenas y Esparta, con victoria de los segundos.
Poco después de la batalla de Notio, el almirante espartano Calicrátidas se hizo cargo de la flota peloponesia de Lisandro. Durante el saqueo de Metimna en Lesbos, envió un mensaje al comandante naval ateniense Conón, declarando que acabaría con su dominio de los mares. Poco después, Calicrátidas alcanzó la flota de setenta barcos de Conón en el mar y le persiguió hasta el puerto de Mitilene en Lesbos, donde entablaron batalla. Conón perdió treinta barcos y se retiró con los restantes cuarenta a la playa, pero mientras Calicrátidas le bloqueaba por mar, le rodeó por tierra tras haber desembarcado fuerzas terrestres de Quíos y Metimna.
Conón envió dos barcos a evadir el bloqueo naval espartano, uno hacia el Helesponto y el otro al mar abierto. Los espartanos capturaron el segundo, pero el primero logró llegar a Atenas con el mensaje de Conón. Mientras tanto Calicrátidas también capturó diez barcos atenienses más que habían aparecido en Mitilene para intentar apoyar a Conón.
A oír de la situación de Conón, Atenas envió una flota de ciento diez barcos a Samos, donde se les sumaron barcos adicionales de la isla y otros aliados hasta llegar a ciento cincuenta barcos. Calicrátidas navegó con ciento veinte de sus barcos propios para interceptar a los atenienses en lo que dio lugar a la batalla de Arginusae.